# Антхелм
Антхелм (на немски: Anthelm; * / † неизвестно) е четвъртият епископ на Пасау от 763/764 до 764/770 г.
Вероятно по неговото време (или на наследника му) като епископ, костите на Св. Валентин са пренесени от Тренто в Пасау.